# Gradi del Corpo militare volontario della Croce Rossa Italiana
Tabella riassuntiva dei gradi del Corpo militare volontario della Croce Rossa Italiana.

## Gradi per controspalline
I gradi sono rappresentati apposti sulle controspalline della divisa ordinaria invernale/estiva e di servizio invernale. Il colore della divisa è il cachi. Qui si è usato il colore pantone khaki 16-0726 TC, reso come RGB 161 143 94.
| | |                  |                  |  |  |
| stella superiore bordata di rosso Maggior generale con incarichi speciali (Ispettore nazionale del Corpo) | stella superiore bordata di rosso Maggior generale con incarichi speciali (Ispettore nazionale del Corpo) | Maggior generale | Maggior generale |  |  |
| | |                  |                  |  |  |

|                   |                   |          |          |  |  |
| Sergente maggiore | Sergente maggiore | Sergente | Sergente |  |  |
|                   |                   |          |          |  |  |

## Gradi tubolari per uniforme ordinaria
I gradi sono rappresentati in versione tubolare apposti nelle apposite spalline di stoffa all'altezza delle spalle. Il verso del grado è il medesimo applicato alle controspalline e la posizione della spallina ha direzione eguale, ovvero con la punta rivolta verso il capo di chi le indossa. Tali insegne di grado vengono indossate esclusivamente su alcuni capi di vestiario e non direttamente sulle controspalline; vengono apposte su apposite fascette tubolari che si infilano sulle controspalline stesse. Tali capi sono l'impermeabile, il soprabito, le camicie ed il maglione di lana con scollo a "V".

I gradi tubolari sono composti da una fascetta in tessuto plastificata di colore cachi. Raffigurano l'insegna di colore argento per i generali, dorato per gli ufficiali ed i sottufficiali e nero per la truppa. Ogni insegna è contornata da un cordoncino plastificato del colore corrispondente al grado. Il cordoncino per sottufficiali si differenzia da quello degli ufficiali da un segmento trattegiato a bande trasversali alternate nere e dorate.
| Ufficiali generali |                       |                       |                       |                       |                       |  |  |
| |                       |                       |                       |                       |                       |  |  |
| |                       |                       |                       |                       |                       |  |  |
| Maggior generale |                       |                       |                       |                       |                       |  |  |
| |                       |                       |                       |                       |                       |  |  |
| Ufficiali superiori |                       |                       |                       |                       |                       |  |  |
| |                       |                       |                       |                       |                       |  |  |
| |                       |                       |                       |                       |                       |  |  |
| Colonnello comandante | Colonnello            | Tenente colonnello    | Tenente colonnello    | Maggiore              | Maggiore              |  |  |
| |                       |                       |                       |                       |                       |  |  |
| Ufficiali inferiori |                       |                       |                       |                       |                       |  |  |
| |                       |                       |                       |                       |                       |  |  |
| |                       |                       |                       |                       |                       |  |  |
| Primo capitano | Capitano              | Tenente               | Tenente               | Sottotenente          | Sottotenente          |  |  |
| |                       |                       |                       |                       |                       |  |  |
| Sottufficiali - Ruolo marescialli |                       |                       |                       |                       |                       |  |  |
| |                       |                       |                       |                       |                       |  |  |
| |                       |                       |                       |                       |                       |  |  |
| |                       |                       |                       |                       |                       |  |  |
| Maresciallo maggiore | Maresciallo maggiore  | Maresciallo capo      | Maresciallo capo      | Maresciallo ordinario | Maresciallo ordinario |  |  |
| |                       |                       |                       |                       |                       |  |  |
| Sottufficiali - Ruolo sergenti |                       |                       |                       |                       |                       |  |  |
| |                       |                       |                       |                       |                       |  |  |
| \| \| \| \| \| \| \| \| \| \| Sergente maggiore \| Sergente maggiore \| Sergente maggiore \| Sergente \| Sergente \| Sergente \| \| \| \| \| \| \| \| \| \| \| \| |                       |                       |                       |                       |                       |  |  |
| |                       |                       |                       |                       |                       |  |  |
| Truppa |                       |                       |                       |                       |                       |  |  |
| |                       |                       |                       |                       |                       |  |  |
| |                       |                       |                       |                       |                       |  |  |
| Caporal maggiore | Caporal maggiore      | Caporale              | Caporale              | Milite                | Milite                |  |  |
| |                       |                       |                       |                       |                       |  |  |
| Tubolari apposti su alcune varianti di spalline |                       |                       |                       |                       |                       |  |  |
| |                       |                       |                       |                       |                       |  |  |
| |                       |                       |                       |                       |                       |  |  |
| Spallina maglione a V | Spallina maglione a V | Spallina impermeabile | Spallina impermeabile | Spallina soprabito    | Spallina soprabito    |  |  |
| |                       |                       |                       |                       |                       |  |  |
| Sergente maggiore | Sergente maggiore     | Sergente maggiore     | Sergente              | Sergente              | Sergente              |  |  |
| |                       |                       |                       |                       |                       |  |  |

## Gradi tubolari pettorali per mimetica vegetata
I gradi sono rappresentati in versione tubolare apposti nell'apposita linguetta di stoffa pettorale della nuova mimetica vegetata italiana. Il verso del grado è il medesimo, ma la posizione della spallina, ha direzione opposta al verso tradizionale, ovvero con la punta rivolta verso il basso.
I gradi in uso ed autorizzati sono quelli a bassa visibilità su fondo verde oliva. Le altre configurazione cromatiche, anche se diffusamente utilizzate, sono da intendersi dei FUORI ORDINANZA e dovrebbero essere oggetto di controllo da parte dei superiori.
| Ufficiali generali |                   |                    |                       |                       |              |  |  |  |  |  |  |  |
| |                   |                    |                       |                       |              |  |  |  |  |  |  |  |
| |                   |                    |                       |                       |              |  |  |  |  |  |  |  |
| Maggior generale |                   |                    |                       |                       |              |  |  |  |  |  |  |  |
| |                   |                    |                       |                       |              |  |  |  |  |  |  |  |
| Ufficiali superiori |                   |                    |                       |                       |              |  |  |  |  |  |  |  |
| |                   |                    |                       |                       |              |  |  |  |  |  |  |  |
| |                   |                    |                       |                       |              |  |  |  |  |  |  |  |
| Colonnello comandante | Colonnello        | Tenente colonnello | Tenente colonnello    | Maggiore              | Maggiore     |  |  |  |  |  |  |  |
| |                   |                    |                       |                       |              |  |  |  |  |  |  |  |
| Ufficiali inferiori |                   |                    |                       |                       |              |  |  |  |  |  |  |  |
| |                   |                    |                       |                       |              |  |  |  |  |  |  |  |
| |                   |                    |                       |                       |              |  |  |  |  |  |  |  |
| Primo capitano | Capitano          | Tenente            | Tenente               | Sottotenente          | Sottotenente |  |  |  |  |  |  |  |
| |                   |                    |                       |                       |              |  |  |  |  |  |  |  |
| Sottufficiali - Ruolo marescialli |                   |                    |                       |                       |              |  |  |  |  |  |  |  |
| |                   |                    |                       |                       |              |  |  |  |  |  |  |  |
| |                   |                    |                       |                       |              |  |  |  |  |  |  |  |
| |                   |                    |                       |                       |              |  |  |  |  |  |  |  |
| Maresciallo maggiore | Maresciallo capo  | Maresciallo capo   | Maresciallo ordinario | Maresciallo ordinario |              |  |  |  |  |  |  |  |
| Sottufficiali - Ruolo sergenti |                   |                    |                       |                       |              |  |  |  |  |  |  |  |
| |                   |                    |                       |                       |              |  |  |  |  |  |  |  |
| \| \| \| \| \| \| \| \| \| \| Sergente maggiore \| Sergente maggiore \| Sergente maggiore \| Sergente \| Sergente \| Sergente \| \| \| \| \| \| \| \| \| \| \| \| |                   |                    |                       |                       |              |  |  |  |  |  |  |  |
| |                   |                    |                       |                       |              |  |  |  |  |  |  |  |
| Truppa |                   |                    |                       |                       |              |  |  |  |  |  |  |  |
| |                   |                    |                       |                       |              |  |  |  |  |  |  |  |
| |                   |                    |                       |                       |              |  |  |  |  |  |  |  |
| Caporal maggiore | Caporal maggiore  | Caporale           | Caporale              | Milite                | Milite       |  |  |  |  |  |  |  |
| |                   |                    |                       |                       |              |  |  |  |  |  |  |  |
| |                   |                    |                       |                       |              |  |  |  |  |  |  |  |
| Sergente maggiore | Sergente maggiore | Sergente maggiore  | Sergente              | Sergente              | Sergente     |  |  |  |  |  |  |  |
| |                   |                    |                       |                       |              |  |  |  |  |  |  |  |

| Alcune varianti dei tubolari per uniforme da combattimento |          |              |                       |          |          |        |
|                                                            |          |              |                       |          |          |        |
|                                                            |          |              |                       |          |          |        |
| Maggior generale                                           | Maggiore | Sottotenente | Maresciallo ordinario | Sergente | Caporale | Milite |
|                                                            |          |              |                       |          |          |        |

|                  |                    |         |                       |                   |                  |  |
|                  |                    |         |                       |                   |                  |  |
| Maggior generale | Tenente colonnello | Tenente | Maresciallo ordinario | Sergente maggiore | Caporal maggiore |  |
|                  |                    |         |                       |                   |                  |  |

## Gradi pettorali per mimetica vegetata
I gradi sono rappresentati in versione pettorale apposti su un supporto di stoffa e velcro, esclusivamente per l'abbigliamento tattico della nuova mimetica vegetata italiana.
I gradi in uso ed autorizzati sono quelli a bassa visibilità su fondo verde oliva. Le altre configurazione cromatiche, anche se diffusamente utilizzate, sono da intendersi dei FUORI ORDINANZA e dovrebbero essere oggetto di controllo da parte dei superiori.
| Ufficiali generali |                      |                    |                    |                       |                       |  |  |
| |                      |                    |                    |                       |                       |  |  |
| |                      |                    |                    |                       |                       |  |  |
| Maggior generale |                      |                    |                    |                       |                       |  |  |
| |                      |                    |                    |                       |                       |  |  |
| Ufficiali superiori |                      |                    |                    |                       |                       |  |  |
| |                      |                    |                    |                       |                       |  |  |
| |                      |                    |                    |                       |                       |  |  |
| Colonnello comandante | Colonnello           | Tenente colonnello | Tenente colonnello | Maggiore              | Maggiore              |  |  |
| |                      |                    |                    |                       |                       |  |  |
| Ufficiali inferiori |                      |                    |                    |                       |                       |  |  |
| |                      |                    |                    |                       |                       |  |  |
| |                      |                    |                    |                       |                       |  |  |
| Primo capitano | Capitano             | Tenente            | Tenente            | Sottotenente          | Sottotenente          |  |  |
| |                      |                    |                    |                       |                       |  |  |
| Sottufficiali - Ruolo marescialli |                      |                    |                    |                       |                       |  |  |
| |                      |                    |                    |                       |                       |  |  |
| |                      |                    |                    |                       |                       |  |  |
| |                      |                    |                    |                       |                       |  |  |
| Maresciallo maggiore | Maresciallo maggiore | Maresciallo capo   | Maresciallo capo   | Maresciallo ordinario | Maresciallo ordinario |  |  |
| |                      |                    |                    |                       |                       |  |  |
| Sottufficiali - Ruolo sergenti |                      |                    |                    |                       |                       |  |  |
| |                      |                    |                    |                       |                       |  |  |
| \| \| \| \| \| \| \| \| \| \| Sergente maggiore \| Sergente maggiore \| Sergente maggiore \| Sergente \| Sergente \| Sergente \| \| \| \| \| \| \| \| \| \| \| \| |                      |                    |                    |                       |                       |  |  |
| |                      |                    |                    |                       |                       |  |  |
| Truppa |                      |                    |                    |                       |                       |  |  |
| |                      |                    |                    |                       |                       |  |  |
| |                      |                    |                    |                       |                       |  |  |
| Caporal maggiore | Caporal maggiore     | Caporale           | Caporale           | Milite                | Milite                |  |  |
| |                      |                    |                    |                       |                       |  |  |
| |                      |                    |                    |                       |                       |  |  |
| Sergente maggiore | Sergente maggiore    | Sergente maggiore  | Sergente           | Sergente              | Sergente              |  |  |
| |                      |                    |                    |                       |                       |  |  |

| Alcune varianti di pettorali per uniforme da combattimento |                                      |                                    |                                                 |                                             |                                    |  |  |
|                                                            |                                      |                                    |                                                 |                                             |                                    |  |  |
|                                                            |                                      |                                    |                                                 |                                             |                                    |  |  |
| Maggior generale a bassa visibilità ricam.                 | Colonnello a bassa visibilità ricam. | Capitano a bassa visibilità plast. | Maresciallo ordinario a bassa visibilità ricam. | Sergente maggiore a bassa visibilità plast. | Caporale a bassa visibilità ricam. |  |  |
|                                                            |                                      |                                    |                                                 |                                             |                                    |  |  |

|                  |                   |                |                      |          |                  |  |  |
|                  |                   |                |                      |          |                  |  |  |
| Maggior generale | Colonnello com.te | Primo capitano | Maresciallo maggiore | Sergente | Caporal maggiore |  |  |
|                  |                   |                |                      |          |                  |  |  |

| Alcune varianti di pettorali per camice sanitario |                |                             |                     |                                      |  |  |  |
|                                                   |                |                             |                     |                                      |  |  |  |
|                                                   |                |                             |                     |                                      |  |  |  |
| Tenente colonnello medico                         | Tenente medico | Maresciallo capo infermiere | Sergente infermiere | Caporal maggiore Socc.re Mil./Ass.te |  |  |  |
|                                                   |                |                             |                     |                                      |  |  |  |

## Gradi tubolari neri
I gradi sono rappresentati in versione tubolare di colore nero apposti esclusivamente nelle controspalline del nuovo giubbino di servizio.
| Ufficiali generali                                                                                                   |                      |                    |                    |                       |  |
| |                      |                    |                    |                       |  |
| |                      |                    |                    |                       |  |
| Maggior generale |                      |                    |                    |                       |  |
| |                      |                    |                    |                       |  |
| Ufficiali superiori                                                                                                  |                      |                    |                    |                       |  |
| |                      |                    |                    |                       |  |
| |                      |                    |                    |                       |  |
| Colonnello comandante                                                                                                | Colonnello           | Tenente colonnello | Tenente colonnello | Maggiore              |  |
| |                      |                    |                    |                       |  |
| Ufficiali inferiori                                                                                                  |                      |                    |                    |                       |  |
| |                      |                    |                    |                       |  |
| |                      |                    |                    |                       |  |
| Primo capitano | Capitano             | Tenente            | Tenente            | Sottotenente          |  |
| |                      |                    |                    |                       |  |
| Sottufficiali - Ruolo marescialli                                                                                    |                      |                    |                    |                       |  |
| |                      |                    |                    |                       |  |
| |                      |                    |                    |                       |  |
| |                      |                    |                    |                       |  |
| Maresciallo maggiore                                                                                                 | Maresciallo maggiore | Maresciallo capo   | Maresciallo capo   | Maresciallo ordinario |  |
| |                      |                    |                    |                       |  |
| Sottufficiali - Ruolo sergenti                                                                                       |                      |                    |                    |                       |  |
| |                      |                    |                    |                       |  |
| \| \| \| \| \| \| \| \| Sergente maggiore \| Sergente maggiore \| Sergente \| Sergente \| \| \| \| \| \| \| \| \| \| |                      |                    |                    |                       |  |
| |                      |                    |                    |                       |  |
| truppa |                      |                    |                    |                       |  |
| |                      |                    |                    |                       |  |
| |                      |                    |                    |                       |  |
| Caporal maggiore | Caporal maggiore     | Caporale           | Caporale           | Milite                |  |
| |                      |                    |                    |                       |  |
| |                      |                    |                    |                       |  |
| Sergente maggiore | Sergente maggiore    | Sergente           | Sergente           |                       |  |
| |                      |                    |                    |                       |  |

## Gradi da manica per uniforme da cerimonia
I gradi sono rappresentati apposti sulla manica dell'uniforme da cerimonia. Essi vengono apposti sulla manica all'altezza del polso per gli ufficiali ed i marescialli, mentre per i sergenti, vengono apposti sul braccio equidistanti tra gomito e spalla.
| ufficiali generali                                                                                                   |                      |                    |                    |                       |                       |
| |                      |                    |                    |                       |                       |
| |                      |                    |                    |                       |                       |
| Maggior generale |                      |                    |                    |                       |                       |
| |                      |                    |                    |                       |                       |
| Ufficiali superiori                                                                                                  |                      |                    |                    |                       |                       |
| |                      |                    |                    |                       |                       |
| |                      |                    |                    |                       |                       |
| Colonnello comandante                                                                                                | Colonnello           | Tenente colonnello | Tenente colonnello | Maggiore              | Maggiore              |
| |                      |                    |                    |                       |                       |
| Ufficiali inferiori                                                                                                  |                      |                    |                    |                       |                       |
| |                      |                    |                    |                       |                       |
| |                      |                    |                    |                       |                       |
| Primo capitano | Capitano             | Tenente            | Tenente            | Sottotenente          | Sottotenente          |
| |                      |                    |                    |                       |                       |
| Sottufficiali - Ruolo marescialli                                                                                    |                      |                    |                    |                       |                       |
| |                      |                    |                    |                       |                       |
| |                      |                    |                    |                       |                       |
| |                      |                    |                    |                       |                       |
| Maresciallo maggiore                                                                                                 | Maresciallo maggiore | Maresciallo capo   | Maresciallo capo   | Maresciallo ordinario | Maresciallo ordinario |
| |                      |                    |                    |                       |                       |
| Sottufficiali - Ruolo sergenti                                                                                       |                      |                    |                    |                       |                       |
| |                      |                    |                    |                       |                       |
| \| \| \| \| \| \| \| \| Sergente maggiore \| Sergente maggiore \| Sergente \| Sergente \| \| \| \| \| \| \| \| \| \| |                      |                    |                    |                       |                       |
| |                      |                    |                    |                       |                       |
| Sergente maggiore | Sergente maggiore    | Sergente           | Sergente           |                       |                       |
| |                      |                    |                    |                       |                       |